# Rosie Perez
Rosie Perez, nom amb què es coneix Rosa María Pérez (Brooklyn, Nova York, 6 de setembre de 1964), és una actriu, directora de cinema, ballarina i coreògrafa estatunidenca, de pares porto-riquenys.

## Trajectòria
L'any 1988, mentre treballava de ballarina en un club nocturn va ser descoberta pel director Spike Lee, qui li va oferir un paper a la pel·lícula Do the Right Thing (1989).
A partir de llavors, ha treballat també als films Night on Earth (1991), White Men Can't Jump (1992), It Could Happen to You (1994), Perdita Durango (1997), La ruta cap a El Dorado (2000), Els nois de la meva vida (2001) i All the Invisible Children (2005), i puntualment a les sèries de televisió Frasier, Lipstick Jungle, Law & Order: Special Victims Unit, The Cleveland Show i Nurse Jackie, entre d'altres.
L'any 1994 va obtenir la menció especial al Festival Internacional de Cinema de Berlín per Fearless (1993), pel·lícula per la qual també va estar nominada el mateix any al Globus d'Or a la millor actriu secundària, i el 2008 va estar nominada al premi Independent Spirit en la mateixa categoria.
El 2009, durant la filmació d'un episodi de Law & Order SVU va patir lesions a causa de violentes sacsejades previstes en el guió, i va haver de ser intervinguda quirúrgicament d'hèrnia discal en dues ocasions. Un any més tard va aparèixer públic en una cadira de rodes i amb collarí cervical; el maig de 2011 va denunciar els productors de la sèrie pel seu accident i posteriors conseqüències.

## Vida personal
Va patir abús sexual infantil per part del seu mig germà, però en avisar la seva mare ella va rebutjar de creure-ho i li va pegar en resposta.

## Filmografia

### Actriu
- 1989: Do the Right Thing: Tina
- 1990: Criminal Justice (TV): Denise Moore
- 1991: La nit a la Terra (Night on Earth): Angela
- 1992: Els blancs no la saben ficar (White Men Can't Jump): Gloria Clemente
- 1993: Untamed Heart: Cindy
- 1993: Fearless: Carla Rodrigo
- 1994: Et podria passar a tu (It Could Happen to You): Muriel Lang
- 1994: Somebody to Love: Mercedes
- 1995: In a New Light: Sex Unplugged (TV): Host
- 1997: A Brother's Kiss: Debbie
- 1997: SUBWAYStories: Tales from the Underground  (TV): Mystery Girl (segment Love on the A Train)
- 1997: Perdita Durango: Perdita Durango
- 1998: Louis & Frank
- 1999: The 24 Hour Woman: Grace Santos
- 2000: La ruta cap a El Dorado (The Road to El Dorado): Chel (veu)
- 2000: King of the Jungle: Joanne
- 2001: Human Nature: Louise
- 2001: Els nois de la meva vida (Riding in Cars with Boys): Shirley Perro
- 2002: Widows (fulletó TV): Linda
- 2002: One World Jam (TV): Host
- 2003: From the 104th Floor: Narradora (veu)
- 2004: Exactly: Angela
- 2004: Copshop (TV): Heaven
- 2005: Lackawanna Blues (TV): Bertha
- 2005: Jesus Children of America: Ruthie
- 2005: All the Invisible Children: Ruthie
- 2005: Go, Diego, Go! (sèrie TV): Click (veu)
- 2006: Lolo's Cafe (TV): Maria
- 2006: Just Like the So: Mrs. Ponders
- 2006: Home: ella mateixa
- 2008: Pineapple Express: Carol Brazier
- 2010: Lies in Plain Sight (TV): Marisol Reyes
- 2010: Very Bad Cops: ella mateixa
- 2010: The Other Guys: cameo
- 2012: Nurse Jackie (sèrie TV): Jules
- 2012: Won't Back Down: Brenna Harper
- 2013: The Counselor de Ridley Scott: Rosie
- 2013: Gods Behaving Badly de Marc Turtletaub: Persefone
- 2014: The Hero of Color City: Red
- 2014: Fugly!: Zowie
- 2015: Pitch Perfect 2: Amfitriona
- 2015: Puerto Ricans in Paris: Gloria
- 2015: Five Nights in Maine: Ann
- 2017: Active Adults: Zoe
- 2019: The Dead Don't Die: Posie Juarez

### Productora
- 1997: SUBWAYStories: Tales from the Underground  (TV)
- 1999: The 24 Hour Woman
- 2006: Yo soy Boricua, pa'que tu lo sepas!

### Directora
- 2006: Yo soy Boricua, pa'que tu lo sepas!

## Nominacions[calcitació]
- 1984: Oscar a la millor actriu secundària per Fearless
- 1984: Globus d'Or a la millor actriu secundària per Fearless
- 1990: Primetime Emmy a la millor coreografia per In Living Color
- 1992: Primetime Emmy a la millor coreografia per In Living Color
- 1993: Primetime Emmy a la millor coreografia per In Living Color